# Irori

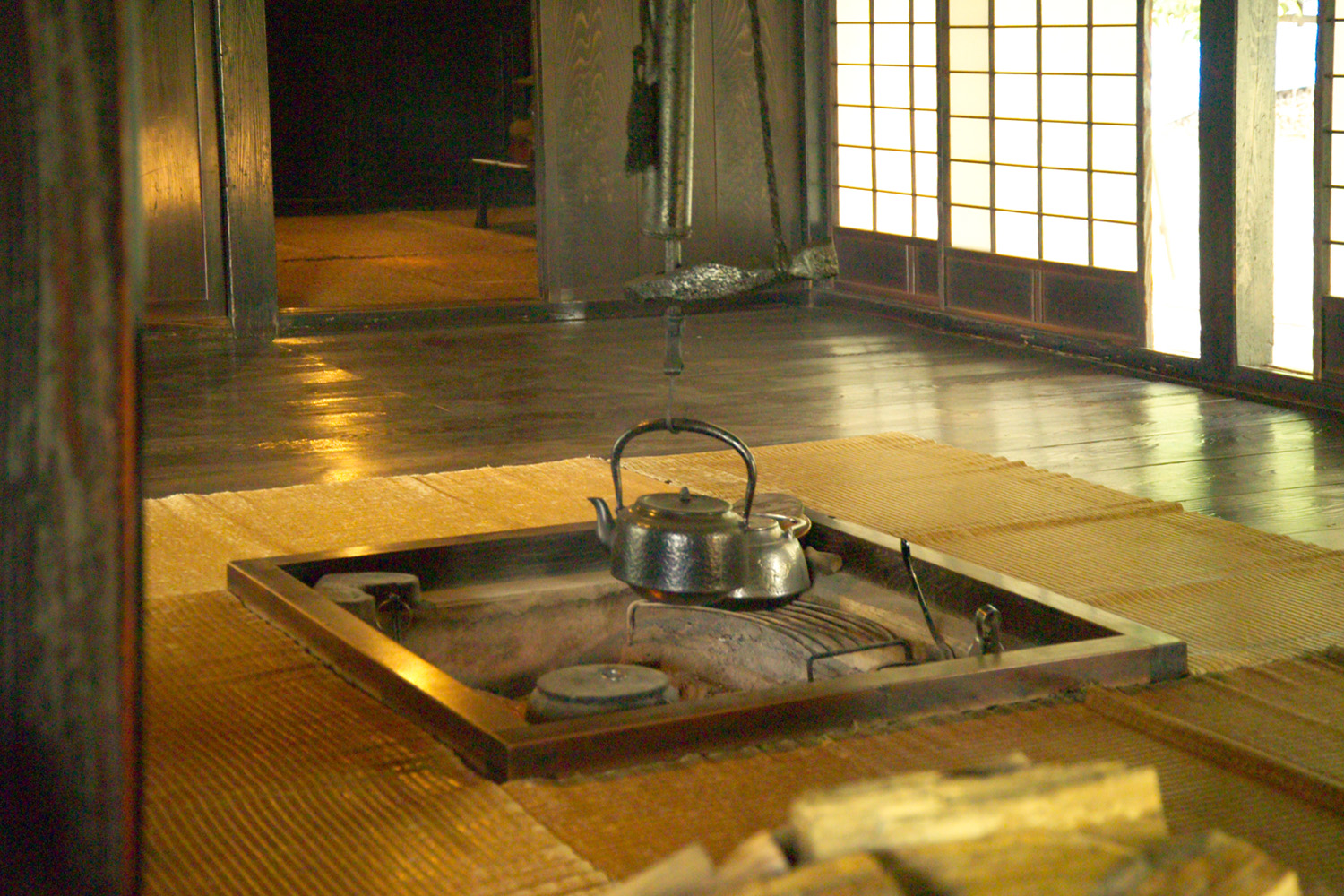
Tradiční japonské irori.

Irori (japonsky: 囲炉裏) je do podlahy zapuštěné ohniště, používané uvnitř obývacích pokojů v tradičních japonských domech. Čtvercová díra v podlaze je ohraničena většinou jádrovým dřevem z hrušně, popřípadě ještě kamennými bloky, a vysypána popelem s jemným pískem. Irori jako zdroj tepla má především funkci vytápění místnosti, vaření a sušení oblečení. Slouží však také jako místo, kde se rodina pravidelně setkává a poskytuje jí jistý symbol stability. Dále oheň v irori vysouší převážně dřevěný dům a jeho krov, čímž zamezuje tvorbě hniloby a plísně.

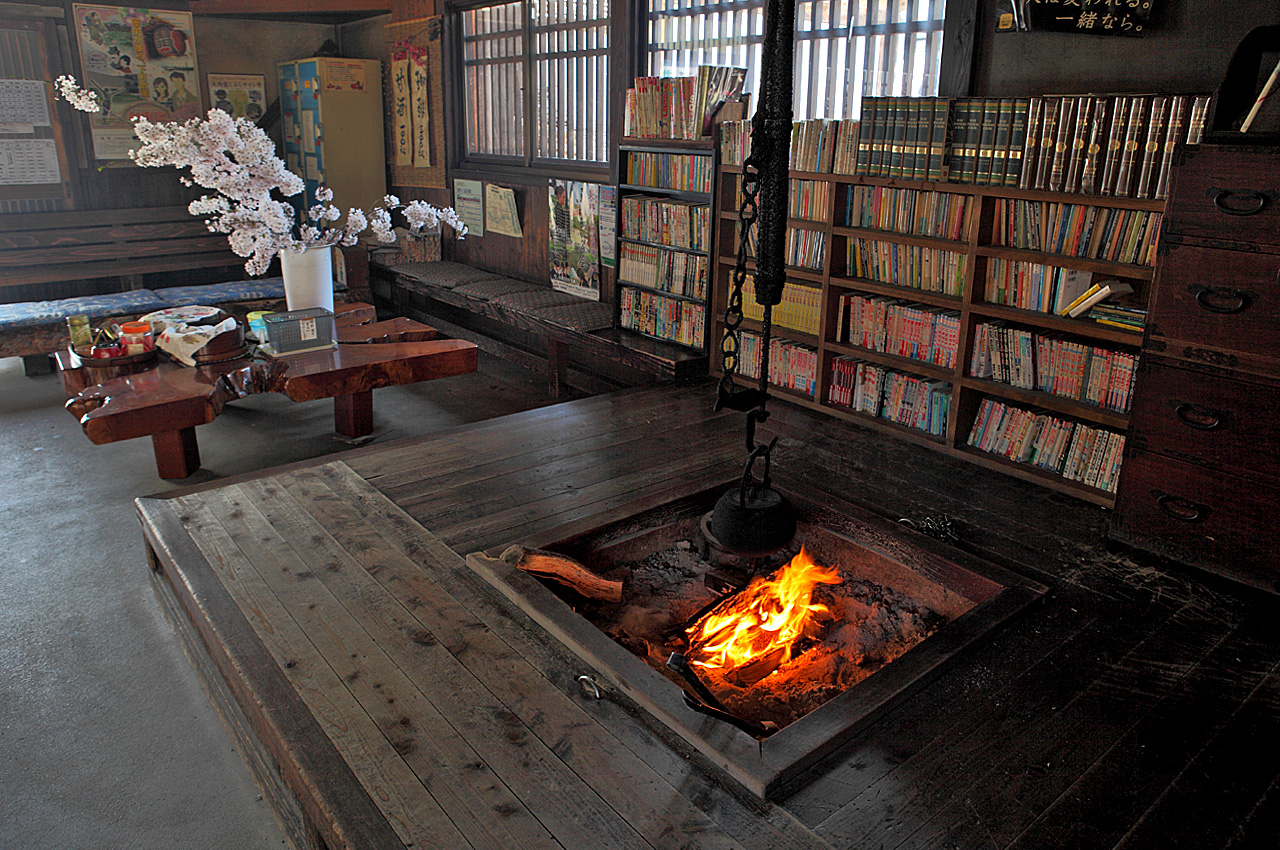
Irori v čekárně na nádraží Junokami Onsen v oblasti Aizu.

Nad samotným ohništěm bývá tradičně zavěšeno džigazaki, což je dutá bambusová tyč s železným hákem, jejíž výška je regulovatelná a na kterou se dá zavěsit jídlo, konvice, či hrnec. Irori může být také překryto tkanou rohoží, která blokuje cestu jiskrám opouštějícím ohniště.
S postupným oddělením funkcí pro zdroj tepla a přípravu jídla v japonské domácnosti bylo irori převážně nahrazeno kotacu.